# Бозой (Иркутская область)
Бозой — посёлок в Эхирит-Булагатском районе Иркутской области России. Входит в состав Гаханского муниципального образования. Находится примерно в 15 км к северо-востоку от районного центра.

## История
В 1932 году обширные земли Кудинской долины (в слиянии рек Куды и Сухая Куяда) Усть-Ордынского округа были переданы в распоряжение НКВД, где был организован поселок-скотосовхоз НКВД для спецпереселенцев преимущественно из европейской части Советского Союза – Воронежской и Курской областей, Белоруссии и Украины, Мордовии и Татарии. Из сохранившихся документов известно, что с 1933 года в верховьях реки Куды у колонии имелись лесоразработки. Лес сплавляли плотами из улуса Байтог до поселка Бозой. Поскольку колония имела сельскохозяйственное назначение, то  в больших количествах сеяли пшеницу и другие злаки, имелись зерноток, мельница, пекарня, фермы, функционировали сыроварня, маслозавод, работали автотракторный парк и конный парк.
С 1 декабря 1936 года впервые ввели ответственных дежурных по совхозу на сутки с 8.00 до 8.00 следующего утра, «на обязанностях коих лежит обход всех производственных точек совхоза и полевых токов». В приказе была указано, что завхозу необходимо «выделить специального коня для ответдежурного». 15 ноября 1937 года была учреждена исправительная колония, которая называлась Усть-Ордынский совхоз Исправительно-трудовая колония УИТЛиК УНКВД по Иркутской области. Начальником колонии был назначен тогдашний директор поселка-скотосовхоза НКВД П.М. Бобрицкий. С 7 октября 1937 года начальником заступил И.В. Никонов, затем, в 1938 году, начальником был Н.Н. Орлов.
В декабре 1954 года сельскохозяйственную колонию реорганизовали в ИТК-11. В 1970 году в Бозое была создана ИТК-40, в 1995 году – колония-поселение № 44. В 1999 году на базе исправительных учреждений № 11, 40, 44 создано Объединение исправительных колоний № 1. В 2020 году ОИК-1 было реорганизовано в форме разделения на ИК-11 и ИК-40. 

## Население
| 2002 | 2010  | 2011  | 2012  |
| ---- | ----- | ----- | ----- |
| 976  | ↗2677 | ↘2667 | ↘2632 |

По данным Всероссийской переписи, в 2010 году в посёлке проживало 2677 человек (523 мужчины и 2154 женщины).

## Экономика
ИК №40 и ИК №11 ГУФСИН России (женские, 1200 заключенных), колония-поселение для мужчин и женщин.
В ИК-11 функционируют швейная фабрика, вязальный цех. При фабрике создано профессиональное училище, где женщины-осужденные, не имеющие специальность, могут обучиться профессии швеи. В колонии есть вечерняя средняя школа. 